# メザメ
「メザメ」は、日本の音楽アーティスト粉ミルクの楽曲。デジタル配信限定シングルとしてソニー・ミュージックレーベルズより2020年12月25日に各音楽配信サービスよりリリースされた。

## 概要
- 粉ミルク1作目の配信限定シングルで、本楽曲のリリースによりソニー・ミュージックレーベルズからメジャーデビューを果たした。
- 同作は日本のアニメーション映画『映画 えんとつ町のプペル』の挿入歌としてタイアップされた。[2]

## 収録内容

### 音楽配信
| #         | タイトル   | 作詞           | 作曲      | 時間 |
| --------- | ---------- | -------------- | --------- | ---- |
| 1.        | 「メザメ」 | いしわたり淳治 | JIN       | 3:57 |
| 合計時間: | 合計時間:  | 合計時間:      | 合計時間: | 3:57 |

## タイアップ
メザメ
アニメーション映画『映画 えんとつ町のプペル』挿入歌